# Gustave de Peytes de Montcabrier
Gustave de Peytes de Montcabrier, né à Béziers le 26 novembre 1878 et mort à Toulon le 15 octobre 1958, est un contre-amiral français, qui fut nommé « Commandant de la marine, chef de l'arrondissement d'Algérie et commandant des secteurs maritimes d'Algérie » en 1931.

## Biographie
Gustave de Peytes de Montcabrier est né à Béziers le 26 novembre 1878. Il entre à l’École navale en octobre 1895.
Le 19 janvier 1911, il épouse sa cousine germaine Marie Thérèse de Belloc de Chamborant (née en 1883, morte à Toulon le 4 avril 1959).
Le 15 mars 1931, après avoir rejoint l'Algérie par le paquebot Timgad, Gustave qui vient d'être nommé commandant de la marine en Algérie, déménage avec sa famille pour s'installer à Alger, « résidence de l'Amiral (Coptan-Raïs) ».

Il meurt à Toulon le 15 octobre 1958.

## Carrière militaire
Ses premières missions le mènent en 1899 au Sénégal puis dans le Pacifique.
En 1902, il est enseigne de vaisseau en second sur le bâtiment Vauban de la division navale de Cochinchine.
En 1908, il est promu lieutenant de vaisseau, pour « faits de guerre au Maroc ».
Il participe à la campagne de Chaouia (1908-1909).
En 1910, lieutenant de vaisseau, il est nommé à l’État-major de la place forte de Lorient.
Il est ensuite en 1915 nommé officier d’ordonnance du général Albert d'Amade au Maroc sur le Jauréguiberry. Il le suit aux Dardanelles dans les fonctions de directeur du port de Salonique.
Il est ensuite nommé commandant du torpilleur Bombarde. Capitaine de vaisseau, il est nommé commandant du Vulcain puis du cuirassé Condorcet et enfin du front de mer de Toulon.
Gustave de Peytes de Montcabrier, alors contre-amiral, est nommé commandant de la marine, chef de l'arrondissement d'Algérie et commandant des secteurs maritimes d'Algérie. Il prend ses fonctions le 16 mars 1931.
En juin 1931, le jour où les autorités militaires françaises rendent un hommage à Paris à l'occasion du transfert aux Invalides des corps d'amiraux ayant commandé en chef durant la Première Guerre mondiale, Gustave de Peytes de Montcabrier rend hommage à Alger à tous les marins qui ont combattu, notamment ceux de l'Afrique française.

## Descendance
De son mariage avec Marie Thérèse de Belloc de Chamborant, sont nés quatre enfants :
- Marie Louise Laurence Germaine de Peytes de Montcabrier. Elle épouse à Alger (Algérie) le 25 avril 1934, Pierre Paul Roger, vicomte de Thoisy, ancien élève de l'École polytechnique (promotion 1919). Il sera ingénieur en chef honoraire de la SNCF, directeur honoraire des chemins de fer d'Algérie, chevalier de l'ordre national de la Légion d'honneur, croix de guerre 14-18 ;
- Christiane de Peytes de Montcabrier ;
- Louise Odile de Peytes de Montcabrier ;
- Henry de Peytes de Montcabrier (mort au champ d'honneur).

## Distinctions
Gustave de Peytes de Montcabrier est promu grand officier de l'ordre national de la Légion d'honneur en 1938. Il est également titulaire de nombreux ordres étrangers, notamment des ordres italiens de la Couronne et de l'ordre des Saints-Maurice-et-Lazare.

## Pour approfondir